# Sigmaringendorf
Sigmaringendorf est une commune allemande du Bade-Wurtemberg dans l'arrondissement de Sigmaringen.

## Géographie

### Situation géographique
Sigmaringendorf et le quartier Laucherthal sont situés dans le Naturpark Obere Donau, environ 5 km l'ouest de Sigmaringen. La rivière Lauchert se dégorge dans le Danube à Sigmaringendorf.

### Les communes voisines
Scheer, Sigmaringen, Bingen, Mengen, Krauchenwies

### L'organisation communale
La municipalité de Sigmaringendorf se compose de Sigmaringendorf et Laucherthal.

## Jumelage
- Rafaela (Argentine) depuis 1981

## Culture et monument

### Monuments
- Villa Rustica (Laucherthal)